# Lũy đẳng (lý thuyết vành)
Trong lý thuyết vành, một nhánh của toán học, một phần tử lũy đẳng hay có tính lũy đẳng (tiếng Anh: idempotent, từ nguyên tiếng Việt là kết hợp của lũy thừa và bằng nhau - đẳng) của một vành là phần tử a thỏa mãn a2 = a, hay nói cách khác phần tử này bất biến dưới phép nhân của vành đã cho. Bằng phép quy nạp, ta có thể khẳng định rằng a = a2 = a3 = a4 = ... = an với bất kì số nguyên n nào. 

## Ví dụ

### Tập thương của Z
Ta xét ví dụ vành đồng dư n mà số n không chia hết cho bất cứ số chính phương nào. Bằng định lý số dư Trung Quốc